# مقیاس بین‌المللی حادثه هسته‌ای
مقیاس بین‌المللی حادثه هسته‌ای (به انگلیسی: International Nuclear Event Scale) (به‌صورت مخفف INES) مقیاسی بین‌المللی برای توصیف سطح خطر یک حادثهٔ هسته‌ای است که نخستین‌بار در سال ۱۹۹۰ توسط آژانس بین‌المللی انرژی اتمی ارائه گردید. این مقیاس از درجهٔ صفر تا ۷ دسته‌بندی می‌شود که سطح ۷ نشان‌دهنده یک فاجعهٔ بزرگ هسته‌ای مانند حادثه چرنوبیل یا فوکوشیما است.